# پل آرتا

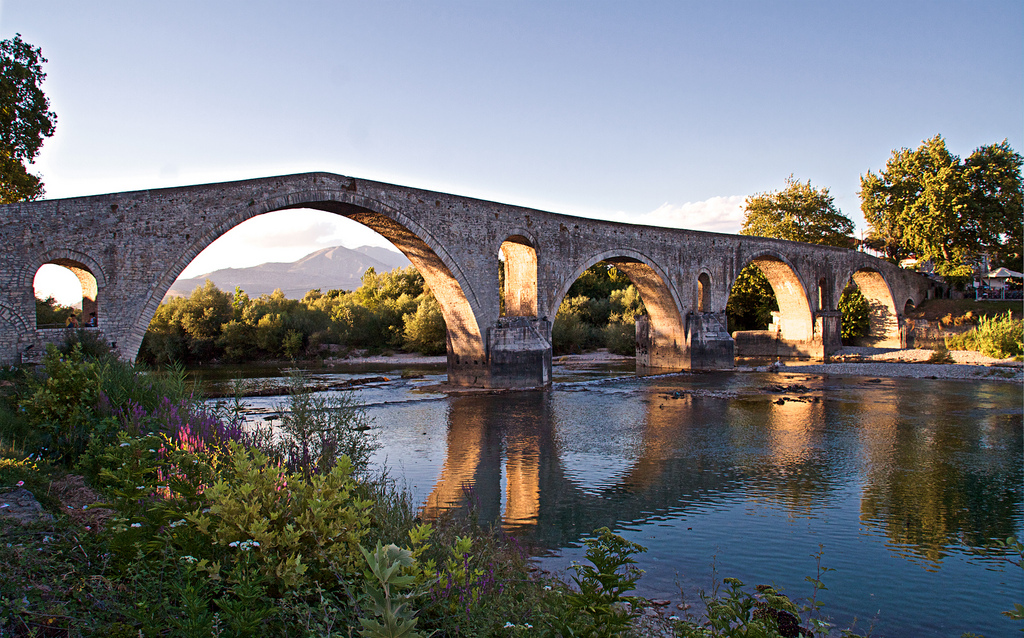
پل آرتا

پل آرتا (یونانی: Γεφύρι της Άρτας) یک پل سنگی است که بر روی رودخانه آراخوس و در غرب شهر آرتا و در کشور یونان قرار دارد.
این پل در طول قرن‌ها چند مرتبه بازسازی شده است.